# Ab equinis pedibus procul recede
Ab equinis pedibus procul recede è un detto latino che si inserisce nel genere didascalico agricolo. Letteralmente significa: "Indietreggia lontano dagli zoccoli equini", cioè tieniti a distanza di sicurezza da essi. In senso lato può essere usato per consigliare prudenza con persone dal carattere impulsivo o facili a reazioni incontrollate, o ancora più in generale, per ogni situazione insidiosa dall'apparenza tranquilla. Corrispondenti in altre lingue e dialetti: Inglese: Trust Not a Horse's Heel, Nor a Dog's Tooth. Spagnolo: Del superior y del mulo, cuanto más lejos más seguro. Siciliano: Cavaddi, ciucci e muli: sette parmi luntanu a ra lu culu.

## Curiosità
Intorno all'anno 2000 in Italia a questo detto latino venne associato come traduzione un altro proverbio italiano sui cavalli, del tutto però scollegato da esso (Anche quel che cadde da cavallo disse che voleva scendere ). Il grossolano equivoco, verosimilmente originato da un errore di copia-incolla, ebbe gran diffusione in rete, complice la scarsa conoscenza della lingua latina, ed è ancora osservabile.